# Régiment de Gassion cavalerie
Pour les articles homonymes, voir Gassion.
 (avril 2022).
Le régiment de Gassion cavalerie est un régiment de cavalerie français d'Ancien Régime, d'origine allemande, formé sous le règne de Louis XIII et dissous sous le règne de Louis XIV.

## Création
1635 : la création du régiment de cavalerie se fait sur commission de Louis XIII. Il est créé, commandé et propriété de Jean de Gassion avec comme base un régiment de cavalerie étranger suédois/allemand.
En 1635, la France entre dans la guerre de Trente Ans. Jean de Gassion avait passé les années précédentes à servir le roi de Suède : Gustave II Adolf en Allemagne, dans un régiment de cavalerie où il se forgea sa réputation.

À la mort de Gustave Adolf en 1632, les armées suédoises furent mises en déroute mais continuèrent les actions militaires en Allemagne.
Lors de l’entrée ouverte  en guerre du royaume de France, et sous impulsion du cardinal de Richelieu qui l'avait surnommé "La guerre", Jean de Gassion en délicatesse avec le successeur de Gustave Adolf se mit au service de Louis XIII avec les 150 hommes encore sous ses ordres et notamment ses capitaines, compagnons d'armes de la campagne suédoise et originaires des territoires germaniques et scandinaves.
En échange de l’expérience qu’apportait Gassion dans un effort sans précédent de réforme de la cavalerie française, notamment par le transfert des tactiques de cavalerie suédoises basées sur la liaison des armes, il reçut une commission lui autorisant à créer un régiment mais avec quelques particularités dans sa composition et son administration. Uniques pour l'époque, ce régiment ressemblait beaucoup plus, tant dans ses effectifs que dans son organisation, à une brigade mixte à la suédoise qu'à un simple régiment de cavalerie légère.

## Particularité et exception du régiment de Gassion cavalerie
La charge qu’avait reçue Jean de Gassion était une charge contractuelle.

Il devait obéir aux ordres donnés par les généraux et commandants d’armée.

Cependant, il pouvait porter le titre de « colonel » tandis que les Français étaient désignés comme « mestres de camp » ; il pouvait faire justice sur ses hommes et pouvait distribuer les charges de son régiment, privilège réservé aux régiments étrangers.
En résumé, Gassion commandait un régiment considéré comme « français », avec les privilèges d'un colonel étranger. Ce statut particulier prit fin en 1641 quand Jean de Gassion devint Mestre de Camp Général de la Cavalerie et son régiment fut donc définitivement considéré comme français.
De plus, officiellement le régiment de Gassion était un régiment de cavalerie, cependant les unités de gendarmes et chevau-légers dont il devait être composé étaient rejointes par des dragons (infanterie montée), Lors d'actions indépendantes du reste de l'armée, il recevait des renforts de l’infanterie (piquiers et mousquetaires) et même des pièces d'artillerie légères. De plus Gassion posséda un parc d'artillerie lourde rattaché à son régiment qu'il utilisa notamment à Dole et à Gravelines.
Les effectifs du régiment dépassèrent largement donc le standard de l’époque : 1700 hommes contre 400 pour un régiment de cavalerie "standard" et 800 pour un régiment d'infanterie.

## Composition et effectifs du régiment de Gassion cavalerie
- 1635 : à la création du régiment, il était composé de 150 maîtres qui ont suivi Jean de Gassion depuis leur régiment suédois.

Juin 1635 : 180 hommes (perte de 50 hommes à la suite d'une attaque surprise mais renforcé de 80 Allemands d’un régiment de Haneguental.)
Décembre 1635 : 390 hommes (7 compagnies).
- 1636 : Janvier 1636 : 500 hommes (10 -12 compagnies)

Au début de l’année, le régiment de chevau-légers est équipé en gendarmes à la suite d'une victoire face aux impériaux.
Décembre 1636 : le régiment est renforcé de 6 compagnies.
- 1637 : Début d’année : le régiment est renforcé de 2 compagnies de chevau-léger et de 2 de dragons.
- 1638 : Janvier 1638 : le régiment est alors composé de 4 compagnies de chevau-légers de 350 hommes chacune et de 2 de dragons de 100 hommes chacune, soit un régiment de 1 600 hommes au total.
- 1639 : 1 600 hommes, divisés en 16 compagnies soit le triple d’un régiment de cavalerie ordinaire et en effectif presque le double d’un régiment d’infanterie.

14 compagnies de chevau-légers :
La colonnelle, Retz, la grue, Bellevue, Baron d’Alais, Balthazar, La garenne, Ravenelle, Leongue, La Vilette, Lalanne, Vambert, Duesmenil, Flocourt.
2 compagnies de dragons :
Sa compagnie, Salnis
- 1641 : le régiment de Gassion devient officiellement un régiment de cavalerie française non permanent et se renomme le régiment Mestre de Camps Général à la suite de la charge obtenue par Gassion.

Fin d’année trois compagnies du régiment sont détachées sous le commandement du Baron d'Alais, lieutenant-colonel du régiment pour le service en Languedoc. Elles formeront ensuite un régiment à part entière sous le commandement de celui-ci. À cette occasion de nombreux maîtres, sous-officiers et officiers qui suivaient Gassion parfois depuis son service sous le duc de Rohan renoncèrent à leurs grades et charges pour continuer à servir avec lui.
- 1646 : Gassion abandonne sa charge. Le régiment Mestre de Camps Général redevient régiment de Gassion
- 1647 : le 20 octobre 1647 : à la mort de M. Le Maréchal de Gassion le commandement est donné à la Vilette et il reçoit l'incorporation du régiment de Palluau.
- 1648 : lors de la bataille de Lens qui met fin à la guerre de Trente Ans, le Grand Condé mène la charge victorieuse de la cavalerie française à la tête du régiment de Gassion de préférence à son propre régiment. Le régiment conserve le nom de son créateur alors même que celui-ci est décédé. Mesure et hommage exceptionnel pour l'époque de la part d'un régiment qui ne l'était pas moins et servira longtemps de modèle jusques et y compris sous le 1er Empire.

## Historique des combats et bataille du régiment de Gassion
Actions majeures :
- 1635 : bataille de Lorraine
- 1637 : prise du château de Bisigny (à la frontière des Pays-Bas)
- 1638 : siège de Saint-Omer
- 1639-1640 : répression de la révolte des va-nu-pieds en Normandie
- 1641 : siège de Hesdin
- 19 mai 1643 : bataille de Rocroi
- 1644 : siège de Gravelines
- 1646 : siège de Bergues (1646)
- 1647 : siège de Lens
- 1648 : bataille de Lens, Ypres, Lens, Cambrai et Condé
- 1649 : Flandre
- 1652 : bataille du faubourg Saint-Antoine
- 1652 : Mouzon
- 1653 : Quesnoy et Arras
- 1654 : Landrecie, Condé, Saint-Guislain
- 1656 : siège de Valenciennes (1656),
- 1658 : bataille des Dunes (1658), siège de Dunkerque (1658), siège de Bergues (1658), Dixmude, Furnes

Autres actions :
- De 1635 à 1647 : nombreuses actions dans les Flandres contre l'Espagne.

## Dissolution
- 1er février 1647 : Scission pour former un régiment d'infanterie permanent à Courtrai.

Jean de Gassion, devenu maréchal de France aux côtés de Condé et Turenne, est placé alors à la tête d’un nouveau régiment d’infanterie français en plus de son régiment de cavalerie, celui-là permanent, qui par suite de diverses filiations via ses futurs propriétaires, deviendra après la Révolution le 49e régiment d'infanterie de ligne. À noter qu'il y existe à nouveau un régiment de Gassion au XVIIIe siècle appartenant à un descendant du frère du maréchal (mort sans descendance officielle) mais sans filiation directe avec celui de son aïeul.
Selon les sources officielles le régiment aurait été dissous après la paix des Pyrénées vers 1658, ne laissant comme la plupart des régiments de cavalerie légère qu'une compagnie. Ces compagnies seront amalgamées pour former les régiments Royal Dragons et Colonel Général des Dragons lors de l'institution des dragons en tant qu'arme à part entière au sein de la cavalerie française en 1668.
Toutefois certaines sources indirectes notamment généalogiques parlent de commission reçues au régiment de Gassion cavalerie vers 1670. Il s'agit là de références à un régiment de cavalerie légère non permanent levé par le neveu du maréchal et portant le même nom.

## Personnalités ayant servi au régiment
- François de Touchebœuf

## Sources et bibliographie
- 1635 - 1650 : L’Héroïsme à l’épreuve de l’absolutisme. L’exemple du maréchal de Gassion (1609-1647) par Hervé Drévillon.
- À partir du Portrait du maréchal de Gassion, Paris, Pierre Bienfait, 1664.
- Le Maréchal de Gassion, Capitaine Henri Choppin, 1907.
- La réforme de la cavalerie Française par Richelieu, Capitaine Henri Choppin, 1912.
- L’Histoire de France, Larousse.